# مناندر پروتکتور
مناندر پروتکتور (مناندر گوردزمن، مناندر بیزانسی، به انگلیسی: Menander Protector، به یونانی Μένανδρος Προτήκτωρ یا Προτέκτωρ) تاریخ‌نگار بیزانسی است که در قسطنطنیه در میانه سده ششم میلادی به دنیا آمد.
این مورخ که در نیمه دوم سده ششم میلادی می‌زیست، گزارش‌های سودمندی را در تاریخ خود، که حوادث سال‌های ۵۵۸–۵۸۲ م را در بر می‌گیرد، ارائه داده است.